# فایت هارلان
فایت هارلان (آلمانی: Veit Harlan؛ ‏ ۲۲ سپتامبر ۱۸۹۹ – ۱۳ آوریل ۱۹۶۴) کارگردان فیلم و بازیگر اهل آلمان بود. هارلان در دوران حکومت نازی‌ها به اوج حرفه‌ای خود به عنوان کارگردان رسید؛ برجسته‌ترین نمونه، فیلم ضدیهودی زوس یهودی (۱۹۴۰) است که باعث جنجال‌برانگیز شدن او شده است. هرچند به خاطر دیدگاه‌های ایدئولوژیکش مورد انتقاد قرار گرفته است.

## زندگی و حرفه
هارلان در شارلوتنبورک برلین به دنیا آمد؛ فرزند نویسنده والتر هارلان و همسرش آدل، بوتبی. برادر بزرگ‌ترش، پیتر، نوازندهٔ چندین ساز و سازنده سازهای موسیقی بود. او پس از تحصیل نزد مکس راینهارت، نخستین‌بار در سال ۱۹۱۵ روی صحنه ظاهر شد و پس از جنگ جهانی اول در صحنه تئاتر برلین به فعالیت پرداخت. در سال ۱۹۳۴، در اجرای نخست نمایش تراژدی مایر هلمبریشت اثر اویگن اورتنر در برلین ایفای نقش کرد، اما این نمایش از نظر منتقدان یک شکست کامل بود و خودش بعدها از آن به عنوان پایین‌ترین نقطه دوران بازیگری‌اش یاد کرد. مدت کوتاهی پس از آن، نخستین نمایش خود را کارگردانی کرد؛ یک کمدی به نام ازدواج در کنار رود پانکه در تئاتر آم شیف‌بائردام.
او در سال ۱۹۲۲ با دورا گرزون، بازیگر یهودی و خواننده کاباره، ازدواج کرد؛ این زوج در سال ۱۹۲۴ از یکدیگر جدا شدند. گرزن بعدها به همراه خانواده‌اش در اردوگاه آشویتس به قتل رسید. هارلان در سال ۱۹۲۹ با هیلده کوربر ازدواج کرد و صاحب سه فرزند شد، اما بعدها به دلایل سیاسی مرتبط با تأثیر نازیسم از او جدا شد. یکی از فرزندانشان، توماس هارلان، خود به نویسنده و کارگردانی مطرح بدل شد. در سال ۱۹۳۹، فایت هارلان با بازیگر سوئدی، کریستینا زودرباوم ازدواج کرد؛ کسی که برایش چندین نقش تراژیک با صحنه‌های خودکشی دراماتیک نوشت که محبوبیت آن‌ها را نزد مخاطبان سینمای آلمان افزایش داد. هارلان از زودرباوم دو فرزند داشت.

### دوران نازی
منتقد فیلم، دیوید تامسون، معتقد است که هارلان، که به‌تازگی در سال ۱۹۳۵ کارگردانی را آغاز کرده بود، تنها به این دلیل توجه یوزف گوبلز را جلب کرد که بسیاری از کارگردانان مستعد پس از به قدرت رسیدن نازی‌ها از آلمان مهاجرت کرده بودند. تا سال ۱۹۳۷، یوزف گوبلز، هارلان را به عنوان یکی از کارگردانان اصلی تبلیغاتی خود منصوب کرد. بدنام‌ترین فیلم او زوس یهودی (۱۹۴۰) بود که با اهداف تبلیغات ضدیهودی در آلمان و اتریش ساخته شد. این فیلم در سال ۱۹۴۳ بالاترین جوایز اوفا را دریافت کرد. کارستن ویت، منتقد فیلم، لقب مناسبی به هارلان داد و او را «فاشیست باروک» نامید. هارلان پرصداترین، رنگارنگ‌ترین و پرهزینه‌ترین فیلم‌های رایش را ساخت.